# Понтонный мост
Понтонный мост — мост, имеющий плавучие опоры-понтоны.

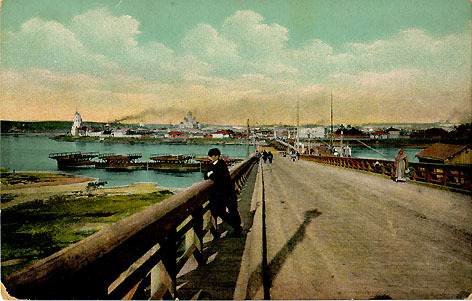
Понтонный мост через Ангару в Иркутске, был разобран 28 ноября 1901 года

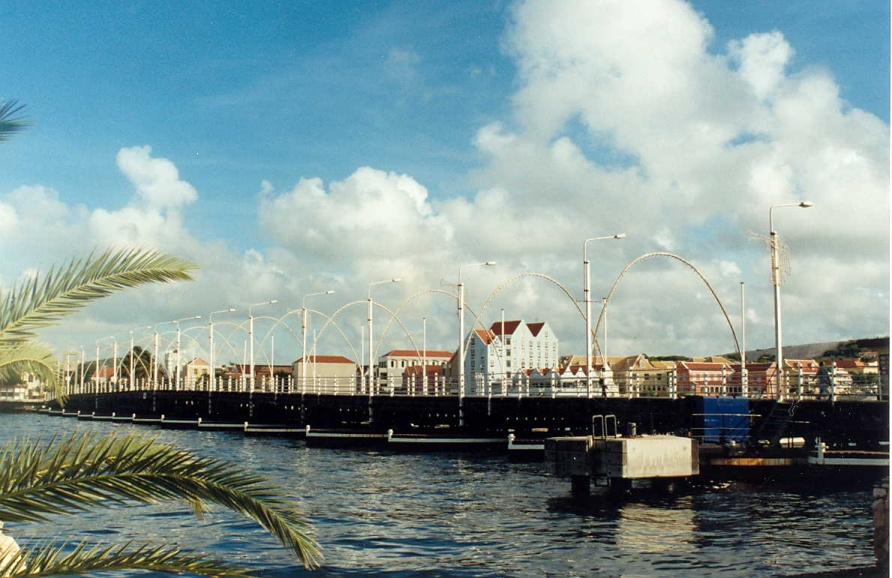
Мост Королевы Эммы на Кюрасао

Разновидностью понтонного моста является наплавной мост, который не имеет обособленных понтонов — плавучими являются сами пролётные сооружения. Основное применение понтонных мостов — организация временных переправ через водные преграды при аварии или во время ремонта постоянных мостов, в военном деле, при ликвидации последствий стихийных бедствий и других. Однако нередко встречаются и постоянно функционирующие понтонные и наплавные мосты (например, в Байконуре, Бийске, Воронеже, Каменске-Шахтинском, Коломне, Павлове).
Достоинством понтонных мостов является их транспортабельность (как по воде, так и по суше в разобранном состоянии), быстрота монтажа. К недостаткам относятся создание проблем для судоходства, малая несущая способность, зависимость от ветра, волн и уровня воды, невозможность эксплуатации в период ледохода и ледостава. При неправильной эксплуатации понтонные мосты могут «уплыть», как это было в 2005 году в городе Новокузнецке с мостом через реку Кондому.
Одним из знаменитых понтонных мостов древнего Китая был «плавучий мост Алой Птицы» (кит. 朱雀浮航, пиньинь Zhūquè fúháng, палл. Чжуцюэ фухан), около 125 метров длиной и 15 шириной, который вёл к центральным воротам Цзянькана через реку Циньхуай (кит. 秦淮河, пиньинь Qínhuái hé).

## История

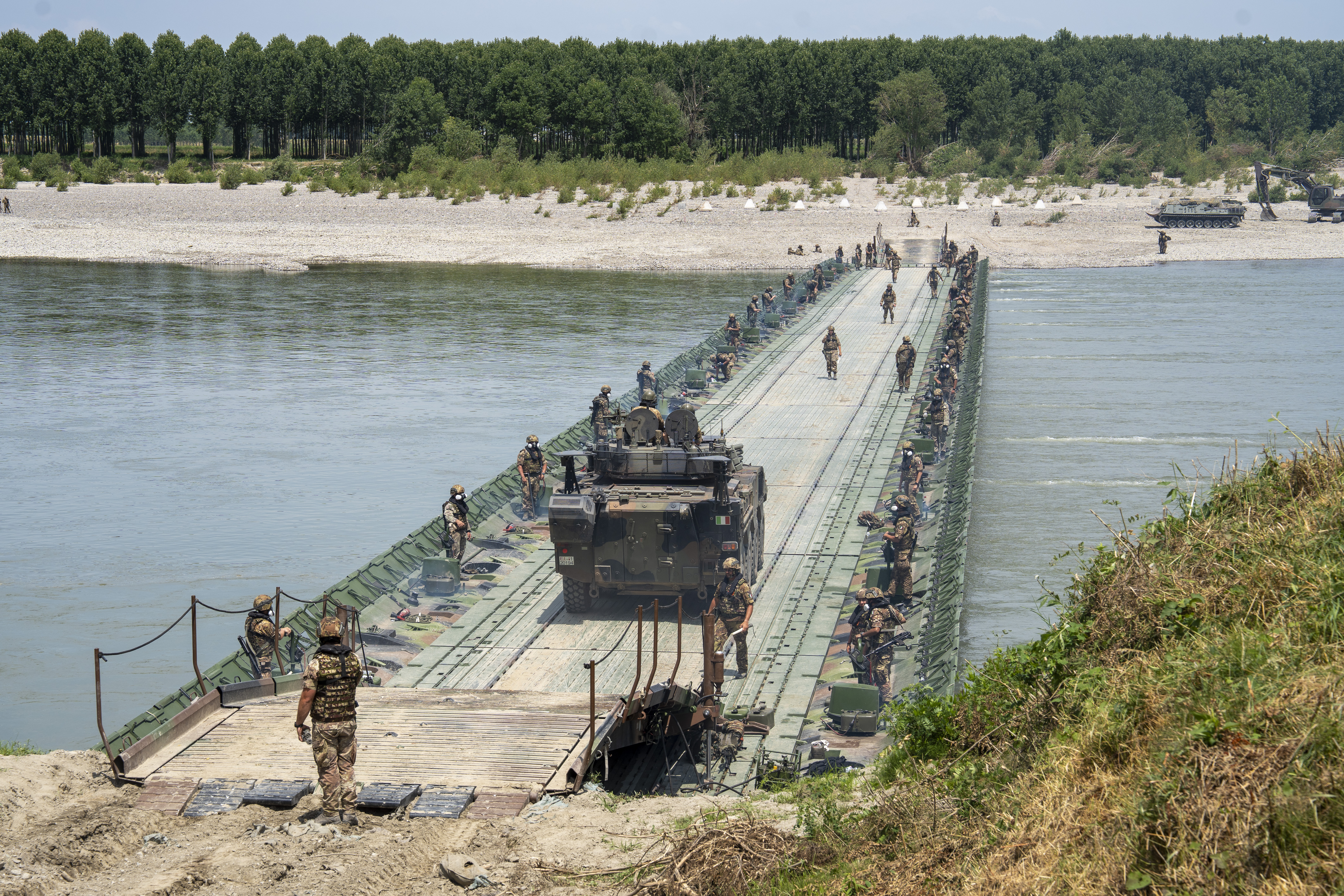
2-й понтонно-мостовой полк СВ Италии навёл понтонный мост PFM в ходе учений Stige 25, 25 июня 2025.

Первым в мировой истории понтонным корпусом командовал австрийский инженер Карл фон Бираго, лично разработавший понтонную систему, которая вскоре была взята за основу всеми крупными европейскими армиями.
В XVIII веке наплавные мосты (называемые плашкоутными) наводились воинскими командами. Плавучими опорами служили плоскодонные суда плашкоуты, боты или большие лодки. На них укладывался настил — пролётное строение. Мост закреплялся якорями и береговыми оттяжками против течения реки, чтобы его не сносило. Для обслуживания моста требовалась специальная воинская команда, которая затрачивала много сил и времени.

## Понтонные мосты в России

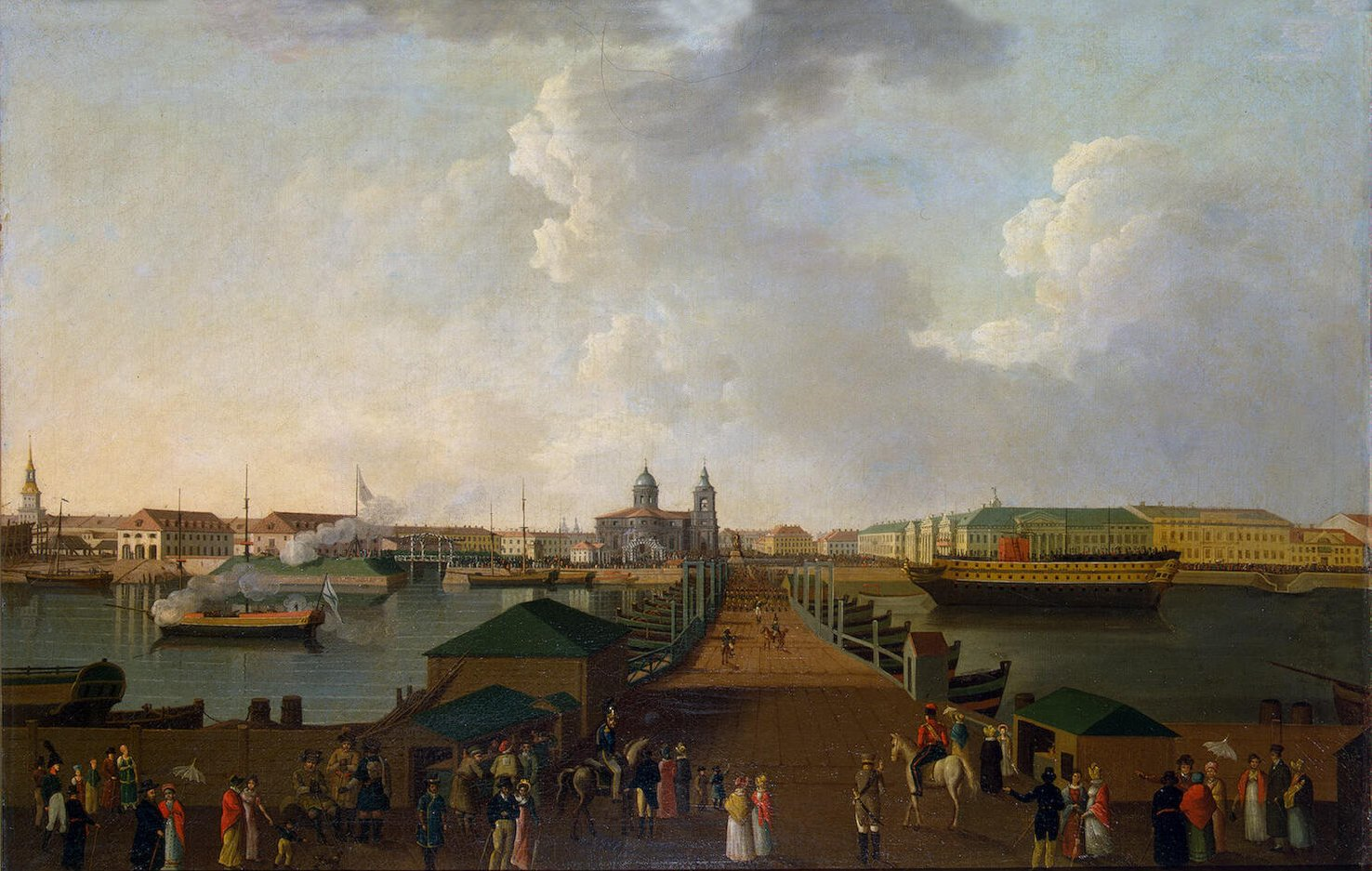
Понтонный мост через Неву в Санкт-Петербурге на картине Бенжамена Патерсена, около 1803 года

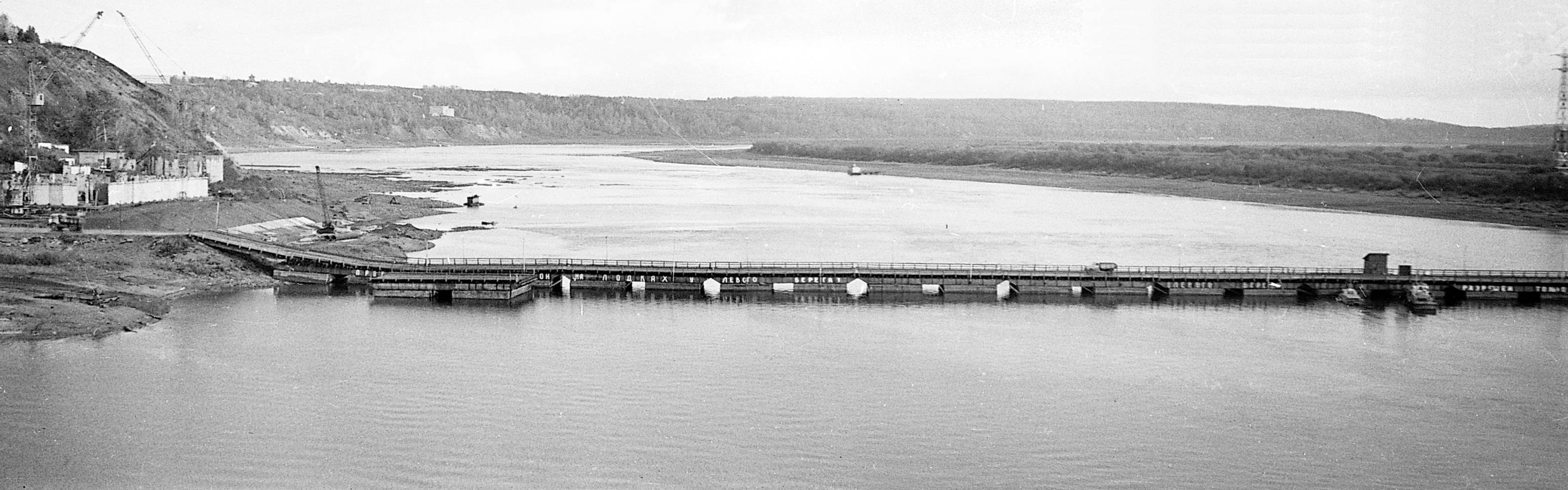
Понтонный мост через Томь в Томске. Демонтирован в 1973 году

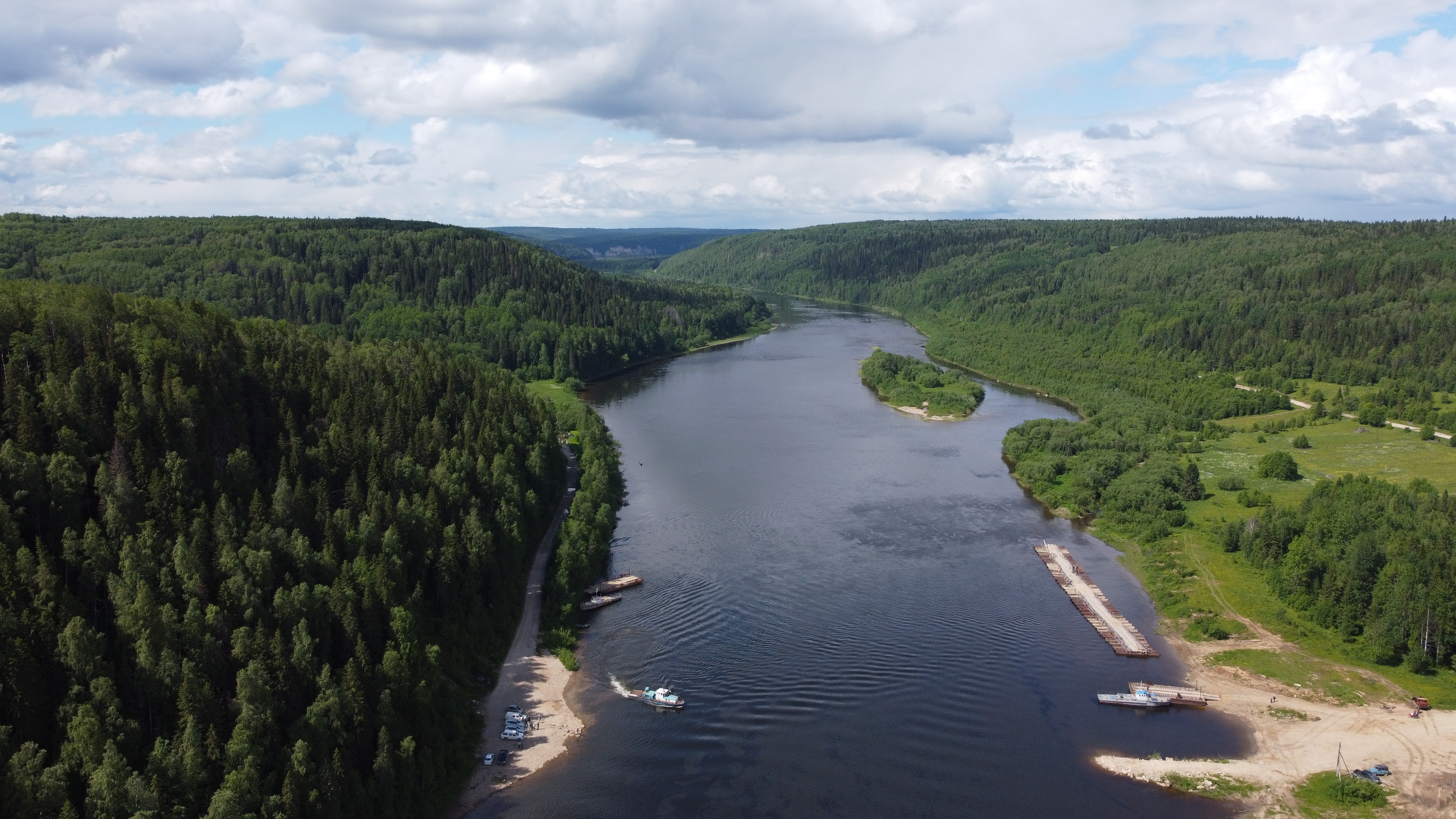
Временная понтонная и две паромные переправы на реке Вишера, Пермский край

Ранее самый протяжённый понтонный мост в России, длиной около 750 метров, связывал Осиновую Речку (пригород Хабаровска) и Большой Уссурийский остров. Понтонный мост, соединявший остров с правым берегом Амурской протоки, возводился с 1975 года и действовал в периоды с мая по октябрь, по нему осуществлялся проезд сельскохозяйственной техники и автомашин. До начала наведения моста связь с Большим Уссурийским островом обеспечивала паромная переправа. Зимой проход на остров осуществлялся по льду, а во время ледохода и ледостава остров оставался отрезанным от «большой земли». Чтобы не нарушать график работы российских и китайских судов, раз в сутки понтонный мост разводили. 23 октября 2013 г. открыт капитальный мост через Амурскую протоку, понтонный мост демонтирован. Звание самого длинного понтонного моста в России перешло к только что построенному мосту через Томь длиной 720 м в Юрге Кемеровской области (55°44′34″ с. ш. 84°56′29″ в. д.).